# Liste der Straßen und Plätze in Rossendorf (Dresden)

Lage der Gemarkung Rossendorf in Dresden

Die Liste der Straßen und Plätze in Rossendorf beschreibt das Straßensystem im Dresdner Stadtteil Rossendorf mit den entsprechenden historischen Bezügen. Aufgeführt sind Straßen, die im Gebiet der Gemarkung Rossendorf liegen.
Rossendorf zählt zum statistischen Stadtteil Schönfeld/Schullwitz, der wiederum zur Ortschaft Schönfeld-Weißig der sächsischen Landeshauptstadt Dresden gehört. Wichtigste Straße in der Rossendorfer Flur ist die Bautzner Landstraße, die als Bundesstraße 6 in Ost-West-Richtung durch den Stadtteil führt und sich am Schänkhübel in Rossendorf mit der Radeberger Landstraße (Staatsstraße 177) kreuzt. Insgesamt gibt es in Rossendorf fünf offiziell benannte Straßen und Plätze, die in der folgenden Liste aufgeführt sind.
Daneben gibt es auf dem weitläufigen Gelände des Helmholtz-Zentrums Dresden-Rossendorf (HZDR) noch sieben Straßen mit inoffiziellen Namen (Enrico-Fermi-Ring, Ernest-Rutherford-Straße, Hans-Bethe-Straße, Ludwig-Prandtl-Straße, Marie-Curie-Straße, Nikola-Tesla-Ring, Otto-Hahn-Straße). Sie sind nach bedeutenden Physikern, insbesondere Kernphysikern, benannt, jedoch nicht Gegenstand dieser Liste. Seit den 1950er Jahren hatte sich auf dem Gelände das Zentralinstitut für Kernforschung (ZfK) der DDR befunden.

## Legende
Die nachfolgende Tabelle gibt eine Übersicht über die vorhandenen Straßen und Plätze im Ortsteil sowie einige dazugehörige Informationen. Im Einzelnen sind dies:
- Name/Lage: Aktuelle Bezeichnung der Straße oder des Platzes sowie unter ‚Lage‘ ein Koordinatenlink, über den die Straße oder der Platz auf verschiedenen Kartendiensten angezeigt werden kann. Die Geoposition gibt dabei ungefähr die Mitte der Straße an.
- Länge/Maße in Metern: Die in der Übersicht enthaltenen Längenangaben sind nach mathematischen Regeln auf- oder abgerundete Übersichtswerte, die in Google Earth mit dem dortigen Maßstab ermittelt wurden. Sie dienen eher Vergleichszwecken und werden, sofern amtliche Werte bekannt sind, ausgetauscht und gesondert gekennzeichnet. Bei Plätzen sind die Maße in der Form a × b dargestellt. Der Zusatz ‚im Stadtteil‘ bzw. ‚im Ortsteil‘ gibt an, wie lang die Straße innerhalb des Stadt-/Ortsteils ist, sofern sie durch mehrere Stadt-/Ortsteile verläuft.
- Namensherkunft: Ursprung oder Bezug des Namens.
- Jahr der Benennung: Zeitpunkt, zu dem die Straße ihren heute gültigen Namen erhielt (sofern bekannt).
- Anmerkungen: Weitere Informationen bezüglich anliegender Institutionen, der Geschichte der Straße, historischer Bezeichnungen, Baudenkmalen usw.
- Bild: Foto der Straße.

## Straßenverzeichnis
| Name/Lage                   | Länge/Maße | Namensherkunft                                                  | Jahr der Benennung | Anmerkungen | Bild |
| --------------------------- | ---------- | --------------------------------------------------------------- | ------------------ | --- | ---- |
| Alter Rossendorfer Weg Lage |            | Alter Weg nach Rossendorf                                       |                    | Der Alte Rossendorfer Weg verläuft entlang der südlichen Rossendorfer Flurgrenze. Er ist ein Teil der alten Fernstraße von Dresden nach Bautzen, die Weißig einst als südlich umging, und damit die östliche Fortsetzung des in Bühlau (Quohren) beginnenden und über Cunnersdorf führenden Hornwegs. |      |
| Bautzner Landstraße Lage    |            | Landstraße nach Bautzen                                         |                    | Die Bautzner Landstraße entstand 1815 als neue Chaussee. Sie hat die frühere Fernverbindungsfunktion des Alten Rossendorfer Wegs übernommen. |      |
| Gutsweg Lage                |            | Rittergut Rossendorf                                            |                    | Der Gutsweg führt als Sackgasse von der Radeberger Landstraße zum Rittergut, siehe Liste der Kulturdenkmale in Rossendorf (Dresden). |      |
| Radeberger Landstraße Lage  |            | Landstraße nach Radeberg, nördlich benachbarte Große Kreisstadt |                    | Die Radeberger Landstraße kommt aus Richtung Eschdorf und tritt unmittelbar nördlich der Schänkhübel-Kreuzung auf Radeberger Gebiet (Gemarkung Großerkmannsdorf) über. |      |
| Rossendorfer Ring Lage      |            | Rossendorf                                                      |                    | Der Rossendorfer Ring erschließt das Gewerbegebiet Eschdorf/Rossendorf. |      |